# Richard Sandrak
Richard Sandrak (ur. 15 kwietnia 1992 r.) – amerykański kulturysta pochodzenia ukraińskiego, znany także pod pseudonimem Little Hercules (pl. Młod(ocian)y Herkules). Przykuł międzynarodową uwagę jako jeden z nielicznych dziecięcych kulturystów. Jest także aktorem oraz praktykiem sztuk walki.

## Życiorys
W wieku dwóch lat, Richard, który urodził się w małej ukraińskiej wiosce, przeniósł się z rodzicami − dietetykiem Pavlem i instruktorką gimnastyczną Leną − do Stanów Zjednoczonych. Rodzina Sandraków osiedliła się w Pensylwanii. Zaledwie rok od momentu przeprowadzki Richard zaczął uprawiać sporty siłowe i walki. Trenując, by wzmocnić swoje ciało, używał lekkich hantli.
W 1999 roku, w nadziei na lepsze życie, Sandrakowie podjęli się kolejnego śmiałego czynu i wyruszyli do Kalifornii. Wkrótce media zaczęły interesować się przypadkiem Richarda i jego niesamowitą formą (jako ośmiolatek wyciskał 95 kg). Chłopiec szybko stał się gwiazdą branży kulturystycznej. Pojawiał się jako gość na wielu zawodach związanych z tym sportem, m.in. prestiżowych Arnold Classic, Mr. Olympia, Mr. USA czy Night of the Champions.
Ogólnoświatową popularność przyniósł mu dokumentalny film Najsilniejsze dziecko świata (The World's Strongest Boy), którego był bohaterem. Obecnie jego sława przygasła.
Sandrak posiada także kilka czarnych pasów w gyung ghi, starożytnej wschodniej sztuce walki, oraz wystąpił w dwóch filmach fabularnych.